# Neoglaziovia
Neoglaziovia Mez – rodzaj roślin zielnych z rodziny bromeliowatych, obejmujący 3 gatunki endemiczne dla wschodniej Brazylii, gdzie zasiedlają suche, otwarte przestrzenie lub sawanny kolczaste. Nazwa naukowa rodzaju została nadana na cześć francuskiego botanika Auguste Glaziou.

## Morfologia
Naziemnopączkowe, naskalne, bezłodygowe, byliny, tworzące różyczkę liściową złożoną z kilku liści. Liście zwięzłe, równowąskie, zwężające się do ostrego wierzchołka, osiągające długość 150 cm. Brzegi liści cierniste. Kwiatostan prosty, groniasty. Podsadki jajowato-lancetowate, ostre, niemal cierniste. Kwiaty obupłciowe. Działki kielicha wolne, nieuzbrojone. Płatki korony wolne, jajowato-podłużne, wzniesione, fioletowe. Nitki pręcików wolne. Zalążnie gładkie. Owoce soczyste. Nasiona drobne.

## Systematyka
Pozycja rodzaju według Angiosperm Phylogeny Website (aktualizowany system APG IV z 2016)
Jeden z rodzajów podrodziny Bromelioideae Burnett z rodziny bromeliowatych (Bromeliaceae) z rzędu wiechlinowców (Poales).
Gatunki
- Neoglaziovia burle-marxii Leme
- Neoglaziovia concolor C.H.Wright
- Neoglaziovia variegata (Arruda) Mez

## Zastosowanie
Neoglaziovia variegata jest uprawiana jako roślina włóknista. Z jej liści pozyskuje się włókno caroa, używane do produkcji lin, koszy, papieru i sztucznego jedwabiu.